# Herzogtum Jägerndorf

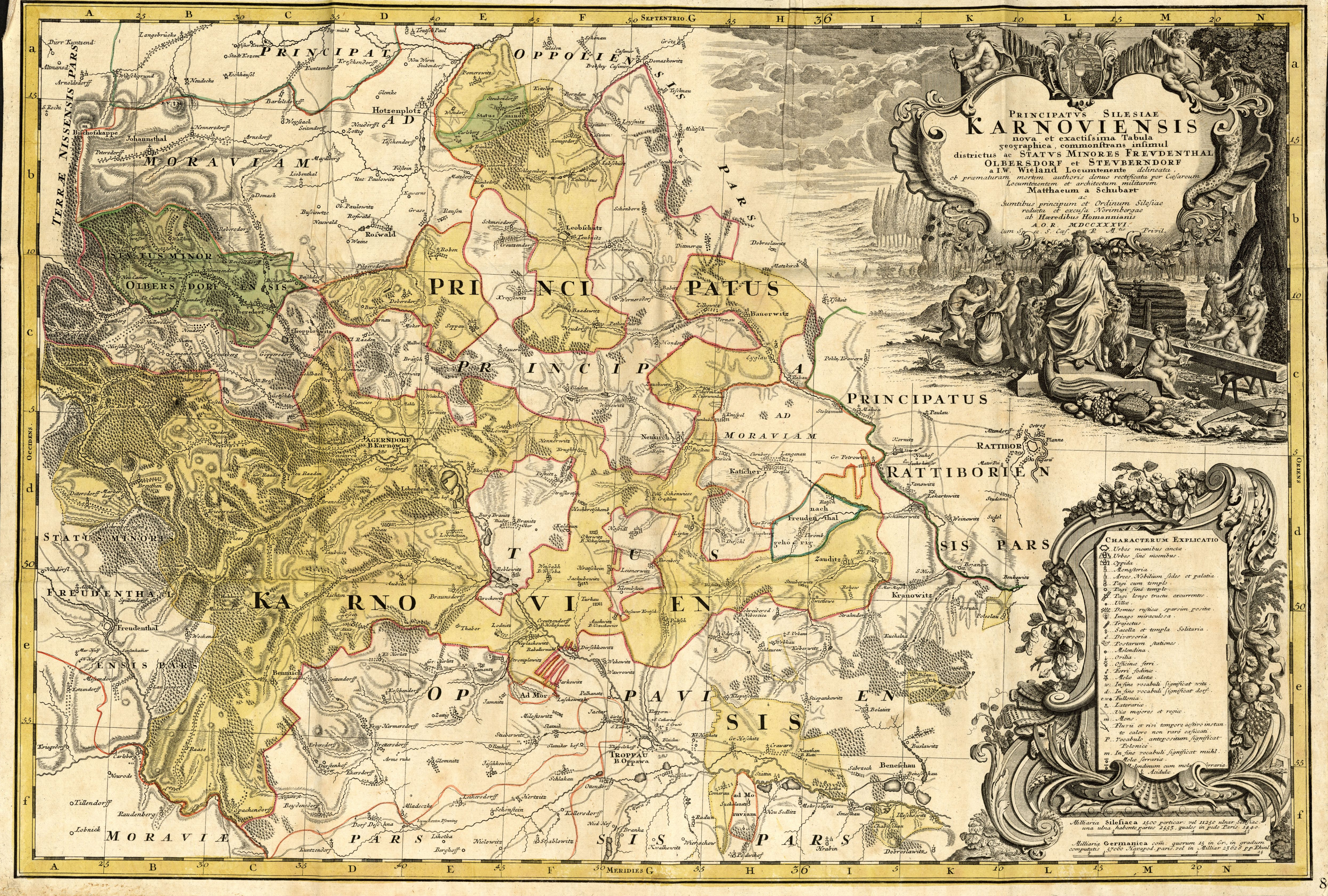
Karte des Herzogtums von 1736

Wappen von Jägerndorf

Das Herzogtum Jägerndorf (tschechisch Krnovské knížectví) entstand 1377 durch Teilung des přemyslidischen Herzogtums Troppau, das ein Lehen der Krone Böhmen war und dessen Gebiet bis 1318 zur Markgrafschaft Mähren gehört hatte. Residenzort war die Stadt Jägerndorf (heute Krnov im Okres Bruntál in Tschechien).

## Geschichte
Nach dem Tod des Herzogs Nikolaus II. 1365, der dem Troppauer Zweig der böhmischen Přemysliden entstammte, wurde das Herzogtum Troppau auf dessen Söhne Johann I., Nikolaus III., Wenzel I. und Přemysl/Primislaus I. geteilt. Der älteste der Brüder, Johann I., erhielt als Alleinerbe das Herzogtum Ratibor, wodurch er Stammvater der přemyslidischen Stammlinie Troppau-Ratibor wurde. Nach einer neuerlichen Teilung des Herzogtums Troppau im Jahre 1377 erhielt Johann I. zusätzlich Jägerndorf, das zu einem Herzogtum erhoben wurde sowie das Gebiet von Freudenthal. Nach Johanns I. Tod gelangten Ratibor und Jägerndorf an dessen älteren Sohn Johann II. „den Eisernen“. Er verkaufte Jägerndorf 1384 an Wladislaus II. von Oppeln, von dem es 1390 Markgraf Jobst von Mähren erwarb, der es bis zu seinem Tod 1411 behielt. 1422 erhielt Johann II. das Herzogtum Jägerndorf, das zuletzt in den Händen Ludwigs II. von Liegnitz gewesen war, als Geschenk des Kaisers Sigismund zurück. Nach Johanns II. Tod 1424 gelangten dessen Besitzungen an seine Söhne Wenzel von Ratibor († 1456) und Nikolaus V. († 1452), die erst 1437 die ererbten Gebiete teilen. Nikolaus V. erhielt Jägerndorf, Freudenthal, Pleß, Rybnik, Loslau und Sohrau, während Wenzel Herzog von Ratibor wurde. Nach dem Tod des Herzogs Nikolaus V. 1452 gelangten Jägerndorf und Loslau an dessen Sohn Johann IV. d. Ä. († 1483), der ein Anhänger des Königs Georg von Podiebrad war. Johanns IV. Bruder Wenzel († 1479) erhielt Rybnik mit Sohrau und Pleß.

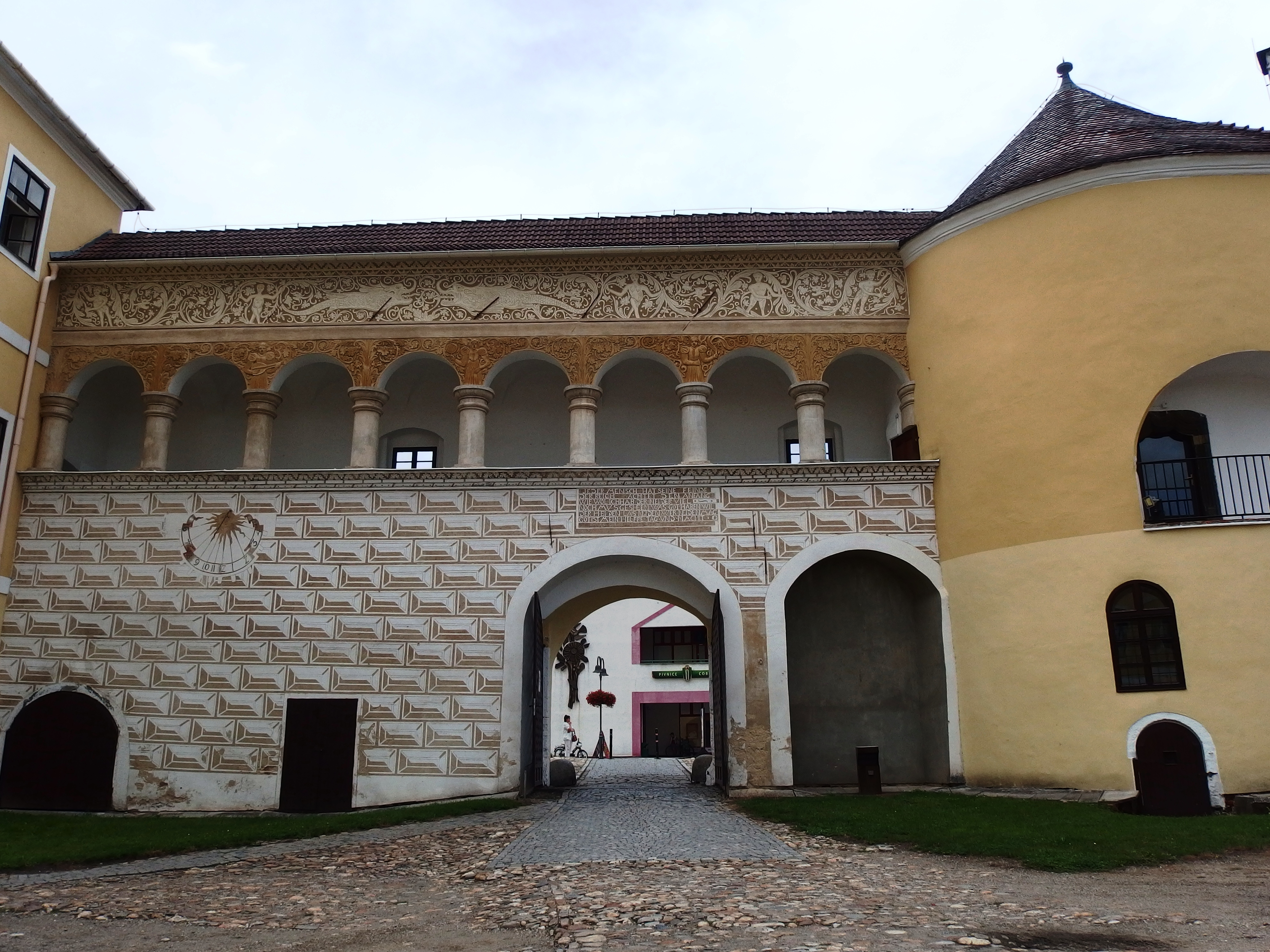
Schloss Jägerndorf

Während des ungarisch-böhmischen Kriegs um die Vorherrschaft in Böhmen verlor Johann IV. Jägerndorf 1474 an den böhmischen Gegenkönig Matthias Corvinus, der es ihm auf grausame Weise entwunden haben soll. Die Verwaltung des Herzogtums übertrug Matthias Corvinus seinem oberschlesischen Landeshauptmann Johann Bjelik von Kornitz. Nach dem Tod des rechtmäßigen Besitzers Herzog Johann IV. d. Ä. 1483 erwirkte seine Schwester Barbara († 1510), die mit Johann IV. von Auschwitz verheiratet war, von Matthias Corvinus die Zusage, nach dessen Tod Jägerndorf zurückzuerhalten. Vermutlich gelangte sie 1490 tatsächlich an die Regentschaft von Jägerndorf, jedoch übertrug kurze Zeit später der böhmische König Vladislav Jägerndorf als Lehen seinem Kanzler Johann von Schellenberg. Eine Einigung mit Herzogin Barbara wurde dadurch herbeigeführt, dass Barbaras Tochter Helene mit Georg von Schellenberg, dem Sohn Johanns von Schellenberg, verheiratet wurde. Dadurch erlangte er auch die Stellung eines schlesischen Fürsten. 

### Besitz der Hohenzollern

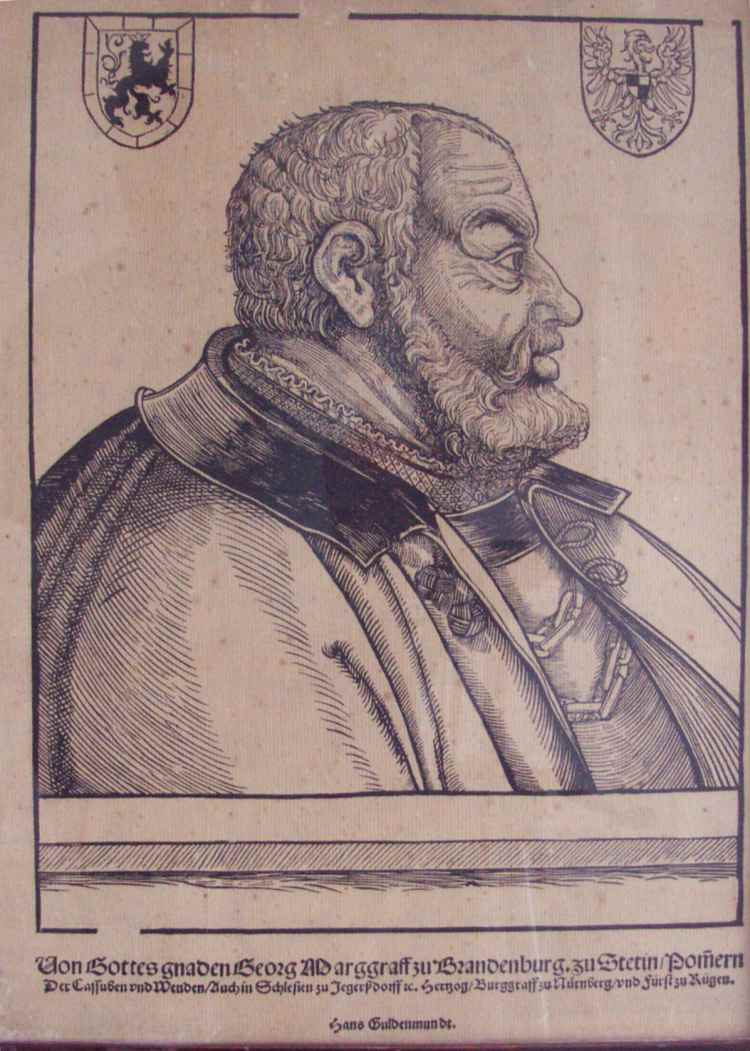
Georg der Fromme

1523 verkaufte Georg von Schellenberg Jägerndorf wegen finanzieller Schwierigkeiten an den Markgrafen Georg den Frommen. Mit Georg suchte das Haus Hohenzollern Einfluss in den schlesischen Herzogtümern zu gewinnen. Aus diesem Grunde betrieb der durch das Erbe seiner Frau Beatrice de Frangepan, der Witwe des Johann Corvinus, finanzkräftige Georg eine entsprechende Erwerbspolitik und auch die Heiratspolitik der Hohenzollern war auf dieses Ziel ausgerichtet. Georg errichtete unter Leitung von Hans Beheim Schloss Jägerndorf. Er gilt als früher und aktiver Förderer der Reformation und stand in unmittelbarem Kontakt zu Martin Luther. Trotz der weitgehend friedlichen Übernahme des neuen Glaubens, vertrieb er den in Jägerndorf ansässigen Deutschen Orden, die Franziskaner (OFM) und Minoriten. Unter seinem Sohn Georg Friedrich als Nachfolger entwickelte sich ein Konflikt aus dem Böhmischen Landrecht einerseits, welcher in den strittigen Punkten die Stände begünstigte und in böhmischer Sprache gehalten war, und dem Römischen Recht andererseits, welches den Markgrafen als Territorialherrn begünstigte und in deutscher Sprache gehalten war. Dennoch war die Politik Georg Friedrichs finanziell solide und friedlich, auch in religiösen Belangen. Nachdem Georg Friedrich kinderlos verstorben war, wurde der Übergang Jägerndorfs an den Kurfürsten Joachim Friedrich zu einem Streitpunkt mit den Kaisern, die die Interessen des Hauses Habsburg vertraten und den Einfluss der Hohenzollern in Schlesien zurückzudrängen suchten. Mit dem Sohn des Kurfürsten Johann Georg endete auch die Herrschaft der Hohenzollern in Jägerndorf. Seine aufgrund der drohenden Verluste seiner Ansprüche feindselige Politik gegenüber Ferdinand II. gipfelte während des Aufstands in Böhmen in seiner energischen Parteinahme für Friedrich V. von der Pfalz. Als Folge der Niederlage in der Schlacht am Weißen Berg wurde Johann Georg mit der Acht belegt und büßte seine Besitzungen ein.

### Besitz der Fürsten von Liechtenstein

Wappen des Hauses Liechtenstein (mit dem Jagdhorn für Jägerndorf)

Da Johann Georg zu einer Konversion zum Katholizismus nicht bereit war, musste er nach der Schlacht am Weißen Berg nach Ungarn fliehen. Seine böhmischen Besitzungen wurden 1621 vom Kaiser Ferdinand II. konfisziert. Am 15. März 1623 übertrug der Kaiser in seiner Eigenschaft als König von Böhmen das Herzogtum Jägerndorf seinem treuen Anhänger Karl I. von Liechtenstein, dem bereits seit 1613 das Herzogtum Troppau gehörte. Er vereinte die beiden Herzogtümer zum Herzogtum Troppau-Jägerndorf und führte eine rigorose Rekatholisierung der Untertanen durch. 1629 ließ er durch seine Dragoner, die als „Liechtensteiner Dragoner“ berüchtigt wurden, die evangelischen Geistlichen aus dem Herzogtum vertreiben.
Seine Nachkommen blieben bis zur Enteignung 1945 im Besitz ihrer böhmischen Ländereien.

### Im Spannungsfeld zwischen Preußen und Österreich
Bereits 1592 wurde mit einem Gutachten des Breslauer Bischofs Andreas von Jerin, der zugleich das Amt des schlesischen Oberlandeshauptmann bekleidete, festgestellt, dass der Kauf von Jägerndorf durch Erbrecht erfolgt und bestätigt worden sei, dass man jedoch einer Entfremdung durch die Hohenzollern vorbeugen müsse. 1608 schließlich wies Kaiser Rudolf II. die Ansprüche der Hohenzollern als unbegründet zurück. Dieser Sachverhalt führte zur sogenannten Jägerndorfer Frage, mit der das spätere preußische Königshaus seinen Anspruch auf Jägerndorf begründete und die schließlich 1740 mit zum Ausbruch des Ersten Schlesischen Kriegs führte. Als Folge dieses Krieges fiel der größte Teil Schlesiens 1742 nach dem Vorfrieden von Breslau und dem nachfolgenden Frieden von Berlin an Preußen. Der nördliche Teil des Herzogtums Jägerndorf wurde dem Herzogtum Oppeln im nun preußischen Schlesien eingegliedert. Der südliche Teil des Herzogtums und die Stadt Jägerndorf selbst verblieben bei Böhmen und wurden dem neu geschaffenen Österreichisch-Schlesien zugeschlagen.

### Zugehörigkeit zu Österreichisch-Schlesien (seit 1850 Kronland) 1750–1918
Durch die nachfolgenden Verwaltungsreformen gehörte das Herzogtum Jägerndorf seit 1751 zum politischen Verwaltungsbezirk Jägerndorfer Kreis (tschechisch Krnovský kraj), der 1783 dem Troppauer Kreis (tschechisch Opavský kraj) eingegliedert wurde. In den Jahren 1848–1849 gehörte das Herzogtum Jägerndorf zu Schlesien (1 Kreis).
Durch die Reformen nach der Märzrevolution wurde das Herzogtum 1849 aufgelöst und auf seinem Gebiet 1850 der Politische Bezirk Jägerndorf (tschechisch politický okres Krnov) errichtet, der bis zur Gründung der Tschechoslowakei 1918 bestand. Zu ihm gehörte auch die bis dahin mährische Enklave des Hotzenplotzer Ländchens (tschechisch Osoblažsko).

### Neuzeit
Dieser Teil gelangte 1918 an die neu gegründete Tschechoslowakei. Als Folge des Münchner Abkommens 1938 wurde das Gebiet dem Reichsgau Sudetenland und damit dem Deutschen Reich angeschlossen. Es gehörte zum Regierungsbezirk Troppau und bildete den Landkreis Jägerndorf. Nach Ende des Zweiten Weltkriegs fiel das Gebiet 1945 an die Tschechoslowakei zurück. Der seit 1742 bei Schlesien verbliebene Teil fiel 1945 an Polen.

## Herzöge von Jägerndorf
Siehe auch: Liste der Herzöge von Schlesien
- 1377–1378 Johann I., † 1380/82, Sohn des Nikolaus II. von Troppau
- 1378–1384 Johann II. († 1424), Sohn Johanns I.
- 1384–1390 Ladislaus II. von Oppeln
- 1390–1411 Markgraf Jobst von Mähren
- 1411–1422 Ludwig II. von Liegnitz
- 1422–1424 Johann II. (erhielt 1422 Jägerndorf als Geschenk des Kaisers Sigismund zurück)
- 1424–1452 Nikolaus V. († 1452), Sohn Johanns II. (1424–1437 gemeinsam mit seinem Bruder Wenzel († 1456))
- 1452–1474 Johann IV. († 1483), 1464–1474 gemeinsam mit seinem Bruder Wenzel († 1479), Söhne Nikolaus V., verloren das Herzogtum in den kriegerischen Auseinandersetzungen zwischen Ungarn und Böhmen
- 1474–1490 Gegenkönig Matthias Corvinus († 1490)
- 1490–1493 Barbara, Tochter Nikolaus V., verheiratet mit Johann IV. von Teschen-Auschwitz († 1495/97)
- 1493–1506 Johann von Schellenberg, Kanzler des böhmischen Königs Vladislav (als Lehen)
- 1506–1523 Georg von Schellenberg, Fürst von Jägerndorf, verkauft 1523 an Hohenzollern
- 1523–1543 Georg von Brandenburg-Ansbach „der Fromme“ († 1543)
- 1543–1603 Georg Friedrich von Brandenburg-Ansbach († 1603), Sohn Georgs
- 1603–1606 Joachim Friedrich von Brandenburg († 1608)
- 1606–1621 Johann Georg von Brandenburg († 1624), seine böhmischen Besitzungen wurden nach der Schlacht am Weißen Berg vom Kaiser konfisziert
- Herzogtum Troppau-Jägerndorf:
  - Ab 15. März 1623 bis zum Erlöschen des Herzogtums 1849: Karl I. von Liechtenstein und nach ihm der jeweilige Fürst von Liechtenstein.